# Manuel Ignacio Gutiérrez
Manuel Ignacio Gutiérrez (San Bernardo, 19 de agosto de 1955) es un ciclista colombiano actualmente retirado. En sus inicios se adjudicó la versión de la Vuelta de la Juventud de 1975 y posteriormente se destacó en el clásico RCN, en el cual obtuvo el triunfo en la clasificación general en 1981.

## Palmarés
1975
- Vuelta de la Juventud de Colombia

1978
- 3º en la clasificación general de la Vuelta a Boyacá

1980
- 2º en clasificación general de la Vuelta al Táchira

1981
- 1º en clasificación general del Clásico RCN más 1 etapa

1982
- Giro della Valsesia más 2 etapas[1]

1983
- 2º en la clasificación general del Clásico RCN más tres etapas

1984
- 1 etapa en el Clásico RCN

1985
- 3º en la clasificación general de la Vuelta a Colombia